# Aengbaja Raja
Aengbaja Raja is een bestuurslaag in het regentschap Sumenep van de provincie Oost-Java, Indonesië. Aengbaja Raja telt 1816 inwoners (volkstelling 2010).